# Agromyza aristata
Agromyza aristata (лат.) — вид двукрылых из семейства минирующих мух.

## Описание
Длина крыла у самцов 2,0-2,1 мм, у самок 2,3-2,4 мм. Голова преимущественно светло-жёлтая. Лицо белое. Высота щёк в 1,9-2,7 раза меньше высоты глаза. Имеется две верхние и две нижние орбитальные щетинки. Наличник светло-коричневый. Третий членик усика жёлтый, округлый, без пучка светлых волосков на вершине. Глазковый треугольник небольшой тёмно-коричневый, с закруглёнными углами. Щупики яйцевидной формы. Грудь тёмно-коричневая, покрыта серым опылением. На среднеспинке за поперечным швом расположены три пары дорсоцентральных щетинок, перед швом могут быть ещё две щетинки этой группы, которые немного длиннее окружающих щетинок. Жужжальца белые. Край калиптера и волоски от белого до жёлтого. Ноги жёлтые, средние и задние тазики коричневые, по крайней мере частично. Брюшко темно-коричневое.

## Биология
Развивается на каркасе (Cannabaceae) и вязе (Ulmaceae). Личинка образует вначале длинную, узкую линейную мину на листьях, которая в конечном счёте превращается в пятновидную.

## Распространение
Встречается в США и Канаде.